# Billy Birrell
William Birrell, detto Billy (Cellardyke, 13 marzo 1897 – Londra, 29 novembre 1968), è stato un calciatore e allenatore di calcio britannico.

## Carriera

### Giocatore
Da giocatore, Birrell ha disputato le proprie stagioni con il Raith Rovers e con il Middlesbrough, vincendo con quest'ultimo la Second Division del 1927, ritirandosi lo stesso anno.

### Allenatore
Dopo il suo ritiro, Birrell divenne allenatore del Raith Rovers, per poi spostarsi sulla panchina del Bournemouth nel 1930 e su quella del Queens Park Rangers nel 1935. Dopo aver conseguito nel 1938 un terzo posto nella Terza Division Sud col QPR, venne ingaggiato nel 1939 dal Chelsea, dove rimase fin dopo la seconda guerra mondiale.
Alla guida dei Blues si è piazzato costantemente a metà classifica di First Division, rischiando la retrocessione in Second Division nel 1951. Nonostante ciò, ha condotto la squadra a due semifinali di FA Cup (1950 e 1952), perdendole entrambe contro l'Arsenal. Si dimise dall'incarico di allenatore dopo quest'ultima sconfitta. Dopo il suo ritiro dal ruolo di manager, per molto tempo supportò economicamente il settore giovanile della squadra con molte donazioni.

## Palmarès

### Club

#### Competizioni nazionali
- Second Division: 1

Middlesbrough: 1926–1927